# Jan Pelczar
Jan Pelczar (ur. 4 stycznia 1895 w Aninie, zm. w kwietniu 1940 w Charkowie) – major kawalerii Wojska Polskiego, kawaler Orderu Virtuti Militari, ofiara zbrodni katyńskiej.

## Życiorys
Jan Pelczar był synem Pawła i Marii, urodził się w Aninie. Przed wybuchem I wojny światowej ukończył gimnazjum w Krośnie. W czasie wojny służył w Legionach Polskich.
W 1918 roku wstąpił do Wojska Polskiego i walczył w wojnie polsko-bolszewickiej w szeregach 9 pułku Ułanów Małopolskich.
Po zakończeniu działań wojennych pozostał w wojsku, w macierzystym pułku. 3 maja 1922 został zweryfikowany w stopniu porucznika kawalerii ze starszeństwem z dniem 1 czerwca 1919, a 1 grudnia 1924 awansował na rotmistrza ze starszeństwem z dniem 15 sierpnia 1924 i 45. lokatą w korpusie oficerów kawalerii. 22 marca 1926 roku został przeniesiony do 6 pułku Ułanów Kaniowskich w Stanisławowie i przydzielony do Szwadronu Pionierów 6 Samodzielnej Brygady Kawalerii na stanowisko młodszego oficera. 4 lutego 1934 awansował na majora ze starszeństwem z dniem 1 stycznia 1934 i 2. lokatą w korpusie oficerów kawalerii. 7 czerwca 1934 roku został przeniesiony z garnizonu Trembowla do garnizonu Stanisławów na stanowisko dowódcy Szwadronu Zapasowego 9 pułku ułanów. Później służył w 19 pułku Ułanów Wołyńskich, gdzie w 1939 roku był kwatermistrzem. W ramach Wołyńskiej Brygada Kawalerii walczył z Niemcami, a po napaści Sowietów na Polskę walczył z najeźdźcami.

W czasie kampanii wrześniowej 1939 dostał się do niewoli sowieckiej i przebywał w obozie w Starobielsku. Wiosną 1940 został zamordowany przez funkcjonariuszy NKWD w Charkowie i pogrzebany w bezimiennej, zbiorowej mogile w Piatichatkach, gdzie od 17 czerwca 2000 mieści się oficjalnie Cmentarz Ofiar Totalitaryzmu w Charkowie. Figuruje na Liście Starobielskiej NKWD pod poz. 2639.
5 października 2007 minister obrony narodowej Aleksander Szczygło – decyzją nr 439/MON – mianował go pośmiertnie na stopień podpułkownika. Awans został ogłoszony 9 listopada 2007 w Warszawie, w trakcie uroczystości „Katyń Pamiętamy – Uczcijmy Pamięć Bohaterów”.

## Ordery i odznaczenia
- Krzyż Srebrny Orderu Wojskowego Virtuti Militari nr 3840 (1921)[11]
- Krzyż Niepodległości (6 czerwca 1931)[12]
- Krzyż Walecznych (dwukrotnie)
- Srebrny Krzyż Zasługi (10 listopada 1928)[13]
- Medal Pamiątkowy za Wojnę 1918–1921
- Medal Dziesięciolecia Odzyskanej Niepodległości